# Walter Bahr
Walter Alfred Bahr (Filadélfia, 1 de abril de 1927 — 18 de junho de 2018) foi um ex-futebolista norte-americano, descrito como um dos melhores que já jogaram pelo país.

## Carreira
Participou das Olimpíadas de 1948 e foi um dos líderes da equipe que surpreendeu na Copa do Mundo de 1950 ao derrotar a Inglaterra - foi dele a assistência para o gol de Joe Gaetjens. No filme Duelo de Campeões, que exibe a história por trás do jogo, foi interpretado por Wes Bentley.
Foi o primeiro norte-americano na seleção oficial dos melhores jogadores de uma Copa. E, até a Copa do Mundo de 2002 (quando Claudio Reyna também foi incluído), o único.

## Ligações Externas
- Perfil no Soccerhall